# Łubiec (gromada)
Łubiec – dawna gromada, czyli najmniejsza jednostka podziału terytorialnego Polskiej Rzeczypospolitej Ludowej w latach 1954–1972.
Gromady, z gromadzkimi radami narodowymi (GRN) jako organami władzy najniższego stopnia na wsi, funkcjonowały od reformy reorganizującej administrację wiejską przeprowadzonej jesienią 1954 do momentu ich zniesienia z dniem 1 stycznia 1973, tym samym wypierając organizację gminną w latach 1954–1972.
Gromadę Łubiec z siedzibą GRN w Łubcu utworzono – jako jedną z 8759 gromad na obszarze Polski – w powiecie pruszkowskim w woj. warszawskim, na mocy uchwały nr VI/10/15/54 WRN w Warszawie z dnia 5 października 1954. W skład jednostki weszły obszary dotychczasowych gromad Kępiaste, Łubiec i Szymanówek oraz osada Cegielnisko z dotychczasowej gromady Leszno ze zniesionej gminy Radzików w powiecie pruszkowskim, a także obszary dotychczasowych gromad Grabina, Korfowe i Roztoka oraz część lasów państwowych z nadleśnictwa Kampinos i Laski o powierzchni 1358,94 ha ze zniesionej gminy Kampinos w powiecie nowodworskim (woj. warszawskie). Dla gromady ustalono 13 członków gromadzkiej rady narodowej.
Gromadę zniesiono 31 grudnia 1959, a jej obszar włączono do gromady Leszno w tymże powiecie.